# نيك ليفا
نيك ليفا (بالإنجليزية: Nick Leyva)‏ هو لاعب كرة قاعدة أمريكي، ولد في 16 أغسطس 1953 في أونتاريو في الولايات المتحدة.

## وصلات خارجية
- نيك ليفا على موقع دوري كرة القاعدة الرئيسي (الإنجليزية)
- نيك ليفا على موقعبيزبول رفرنس.كوم (الدوري الثانوي) (الإنجليزية)